# Gabriel Perelle
Gabriel Perelle, även Gabriel Pérelle, född 7 mars 1604 i Vernon, Eure (Vernon-sur-Seine) i Normandie i norra Frankrike, död 6 juni 1677 i Paris, var en fransk konstnär, etsare och grafiker av topografiska vyer och landskap. Perelle tillhörde en fransk konstnärsfamilj och han var far till konstnärerna Nicolas Pérelle och Adam Pérelle. Gabriel Perelle var också bror till en landskapsmålare, som arbetade i Orleans, och som var far till målaren René Lonchon.

## Biografi
Perelle var studerade teckning och var elev till Daniel Rabel och började göra etsningar 1635. Hans första plåtar visade påverkan av konstnärer som etsade det flamländska landskapet. Omkring 1655 började hans arbete att utvecklas mot att skildra naturen ur en mer dramatisk aspekt, animerad av vattenfall och byggnader. Även om han etsade några plåtar efter andra konstnärer arbetade han främst efter sina egna ritningar. Totalt har han producerat flera hundra gravyrer, både från sina egna teckningar och från hans konkurrenter, såsom från Israel Silvestre, Paul Bril, Jacques Callot, Michel Corneille den äldre (Corneille l’Ancien), Jan Asselijn, Jacques Fouquières, Cornelis van Poelenburgh, Gaspar Poussin eller Sébastien Pontault de Beaulieu. Dessa etsningsgravyrer och djuptryck skildrar främst landskapet i Paris med omgivningar inklusive utsikt över slott, där han introducerade variationen genom att lägga till ruiner och diverse tillbehör. Perelle var också direktör för det kungliga kabinettets ritningar och kartor. I allmänhet gör han mycket fler felaktigheter än vad Israel Silvestre gör när han ritar vyerna från de kungliga husen.

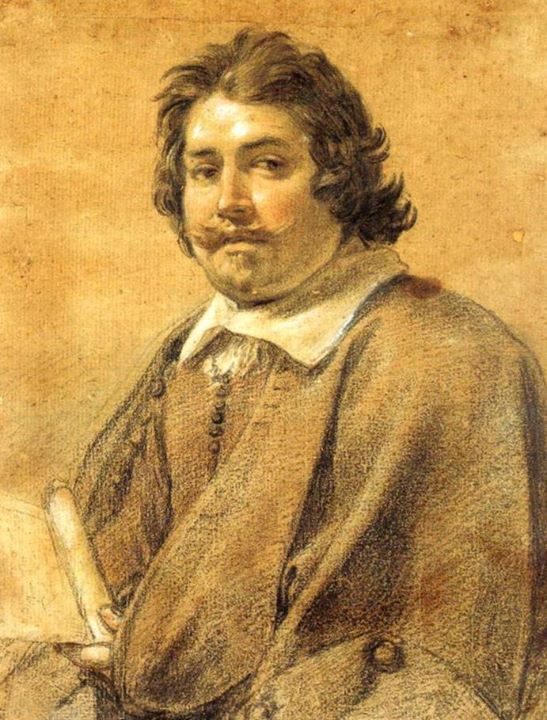
Simon Vouet var lärare till Gabriel Perelle, bilden föreställer ett självporträtt av Simon Vouet från 1620-talet, på Uffizierna, Florens, Italien.

Gabriel Perelle var elev till Simon Vouet och han specialiserade sig på klassiska landskap. Hans många landskap, vyer av hamnar och pastorala scener i allmänhet var vanligen hämtade från hans fantasi. Landskapen var inte helt olika de av Francisque Millet, även om de naturligtvis var mer dekorativa. Hans lärare Simon Vouet undervisade eller samarbetade med nästan alla ur den närmast följande generationen franska målare, varav de mest kända är Charles Le Brun, Eustache Le Sueur och Pierre Mignard. Den franskfödda målaren hade 1613 bosatt sig i Rom, men 1627 inbjöds Vouet att återvända till Frankrike, där han utnämndes till förste hovmålare. Gabriel Perelle arbetade ofta med sina söner och elever Adrien och Adam Perelle, vars arbeten ofta är svåra att skilja från faderns. Han grundade en etsningsverkstad, där han söner Nicolas och Adam assisterade honom. Han biträddes där också av två söner till tecknaren och grafikern Jacques Callot samt av sonen Adam och av François Collignon. Inledningsvis utbildade sig François Collignon i Jacques Callots ateljé. Dessa producerade även gravyrer av bataljer och krigsscener. Omkring 1665 slutade Gabriel Perelle med grafiken och övergick till att rita kartor och planritningar för kungen, Ludvig XIV av Frankrike.

## Bilder

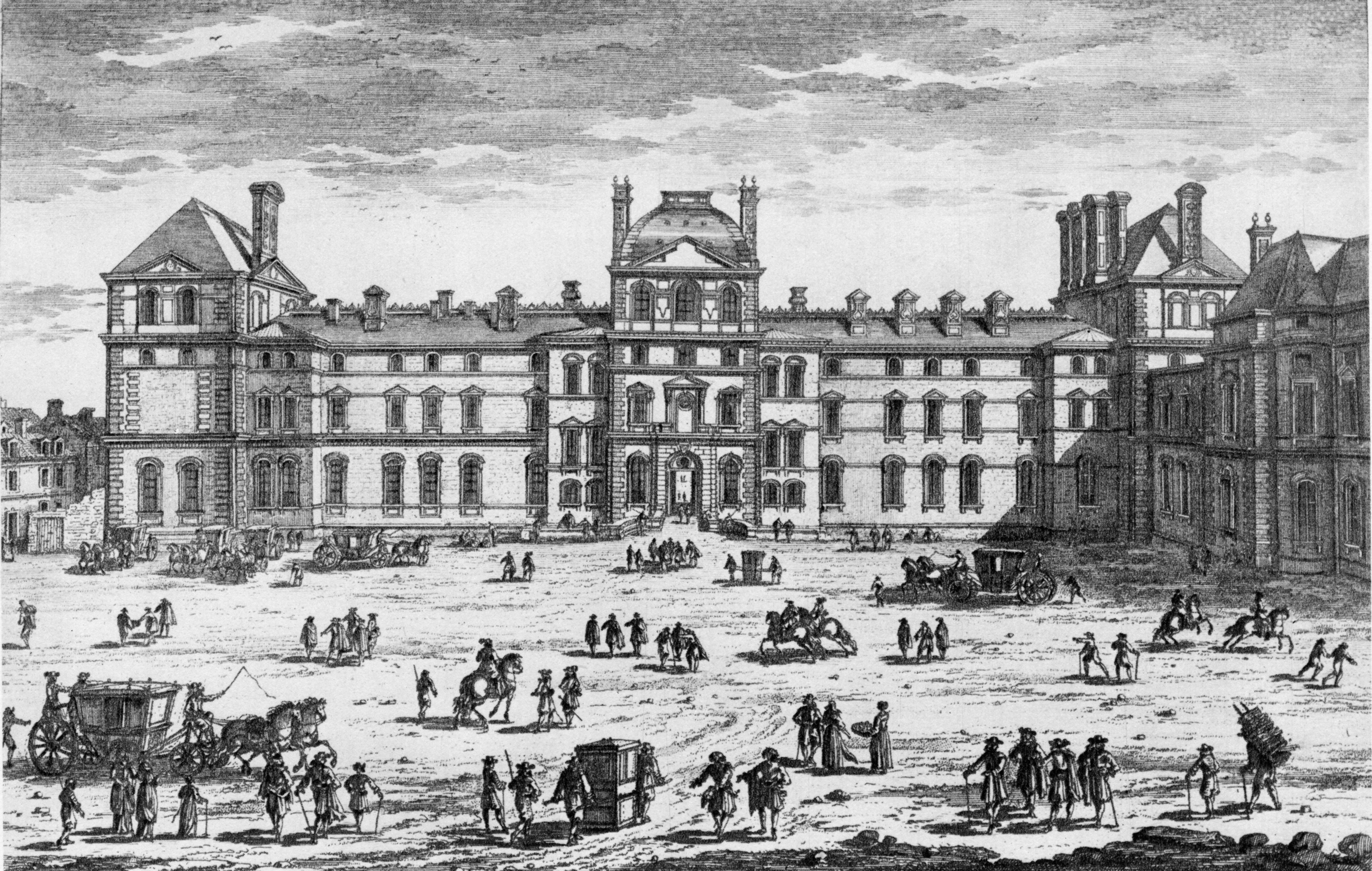
Louvrens västfasad efter tillbyggnader ritade av arkitekten Jacques Lemercier, omkring 1665. Bibliothèque nationale de France, Paris.
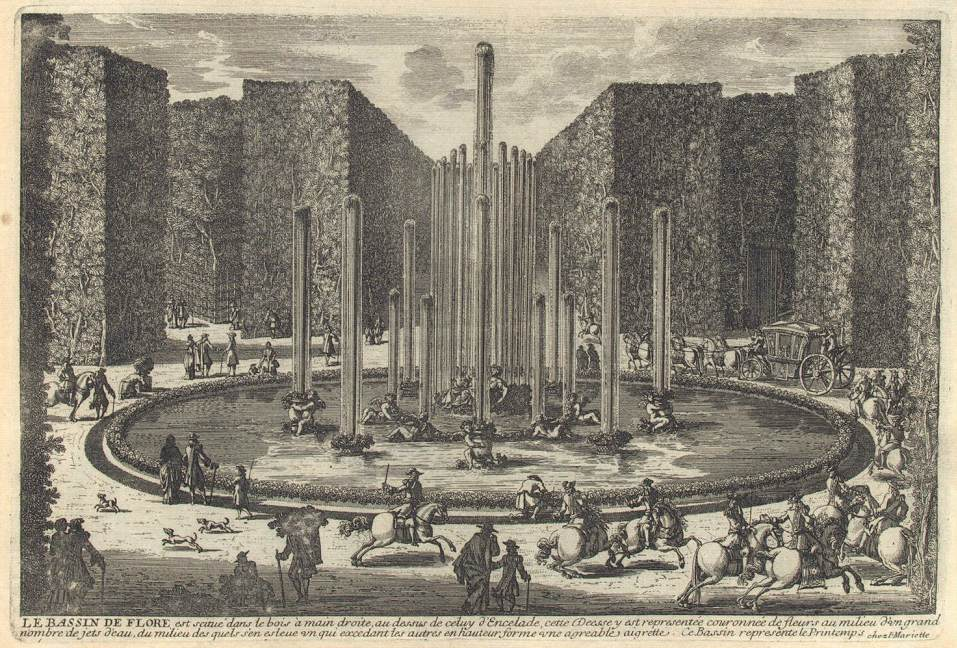
Slottsparken i Versailles, Flora-fontänen, gravyr från 1600-talts andra hälft. Eremitaget, Sankt Petersburg, Ryssland.
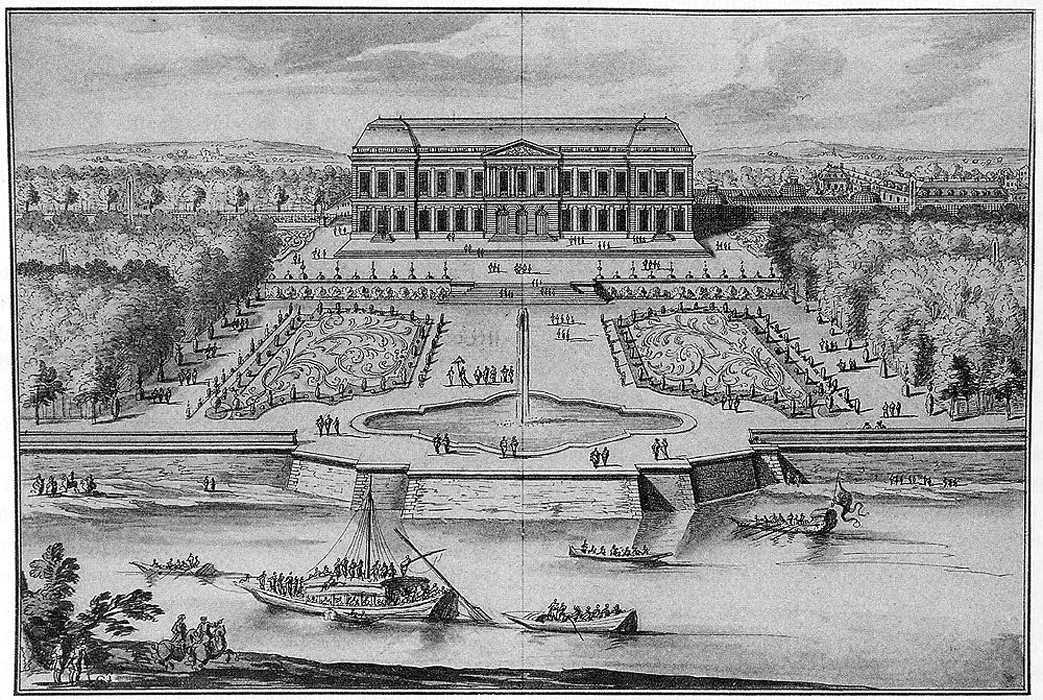
Château de Choisy, gravyr från andra hälften av 1600-talet. Bibliothèque nationale de France, Paris.
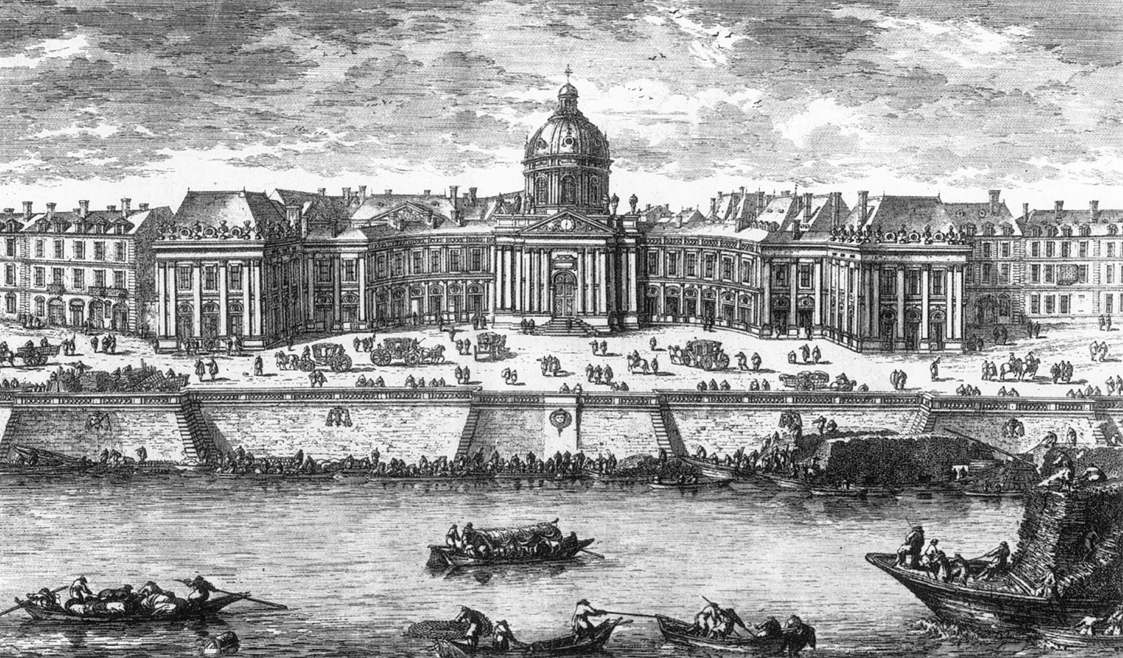
Collège des Quatre-Nations (Kollegium för fyra nationer), också känd som Mazarinkollegiet, en av kollegierna vid Paris universitet. Biblioteket Bibliothèque Mazarine i Paris, som öppnade 1643, är uppkallat efter honom. Bibliothèque nationale de France (BnF), Paris.
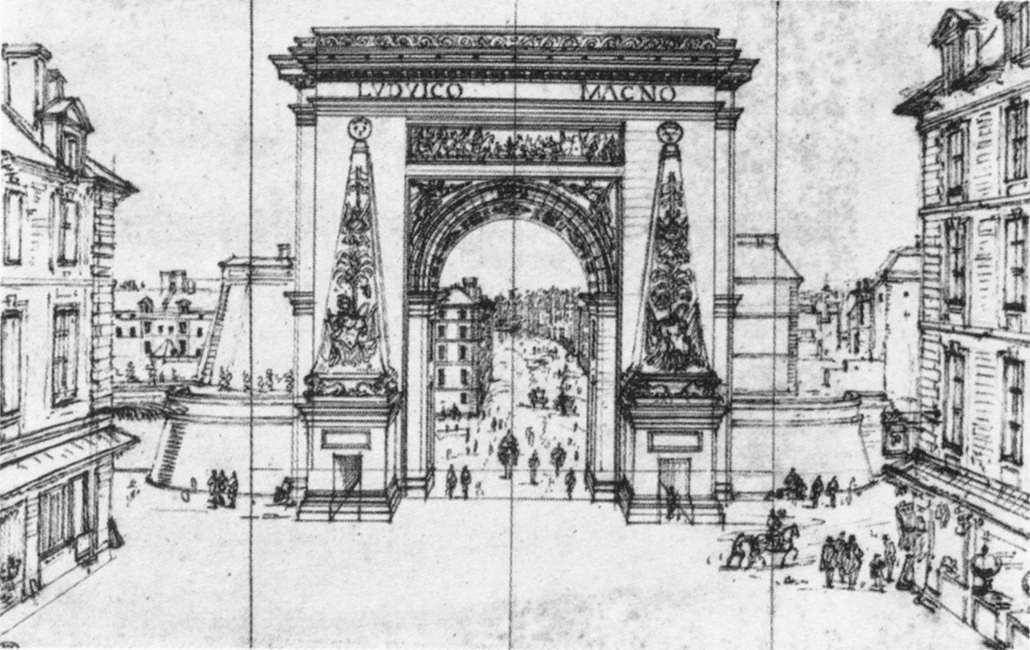
Porte Saint-Denis, Paris, penna och tusch, 1675. Louvren, Paris.
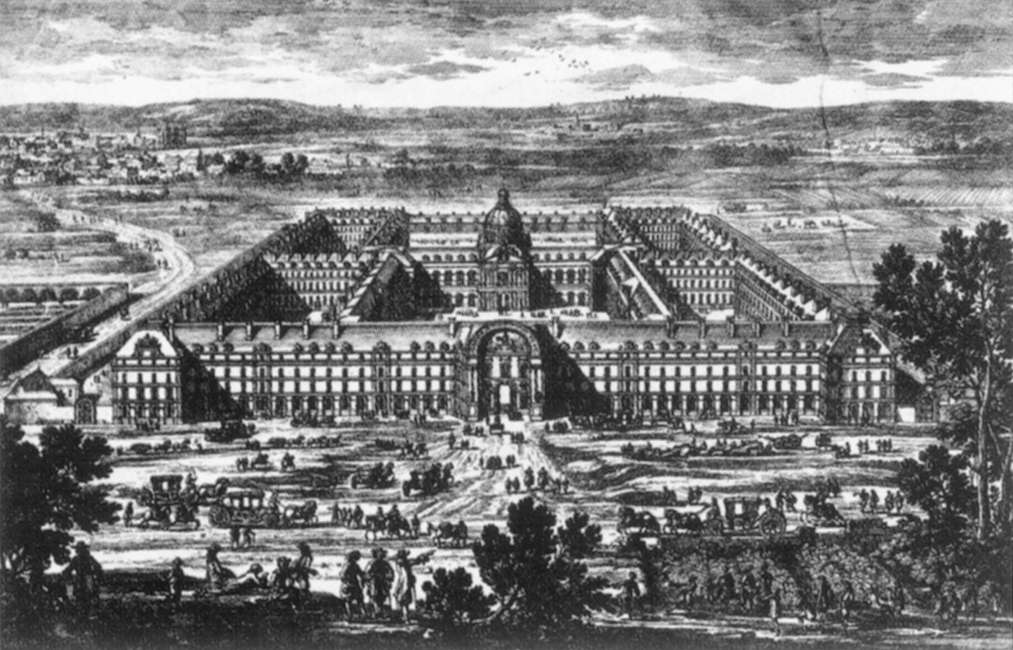
Vy och perspektivvild av Hôtel de Mars (Hôtel des Invalides), gravyr från 1600-talets andra halva hälft. Bibliothèque nationale de France (BnF), Paris.
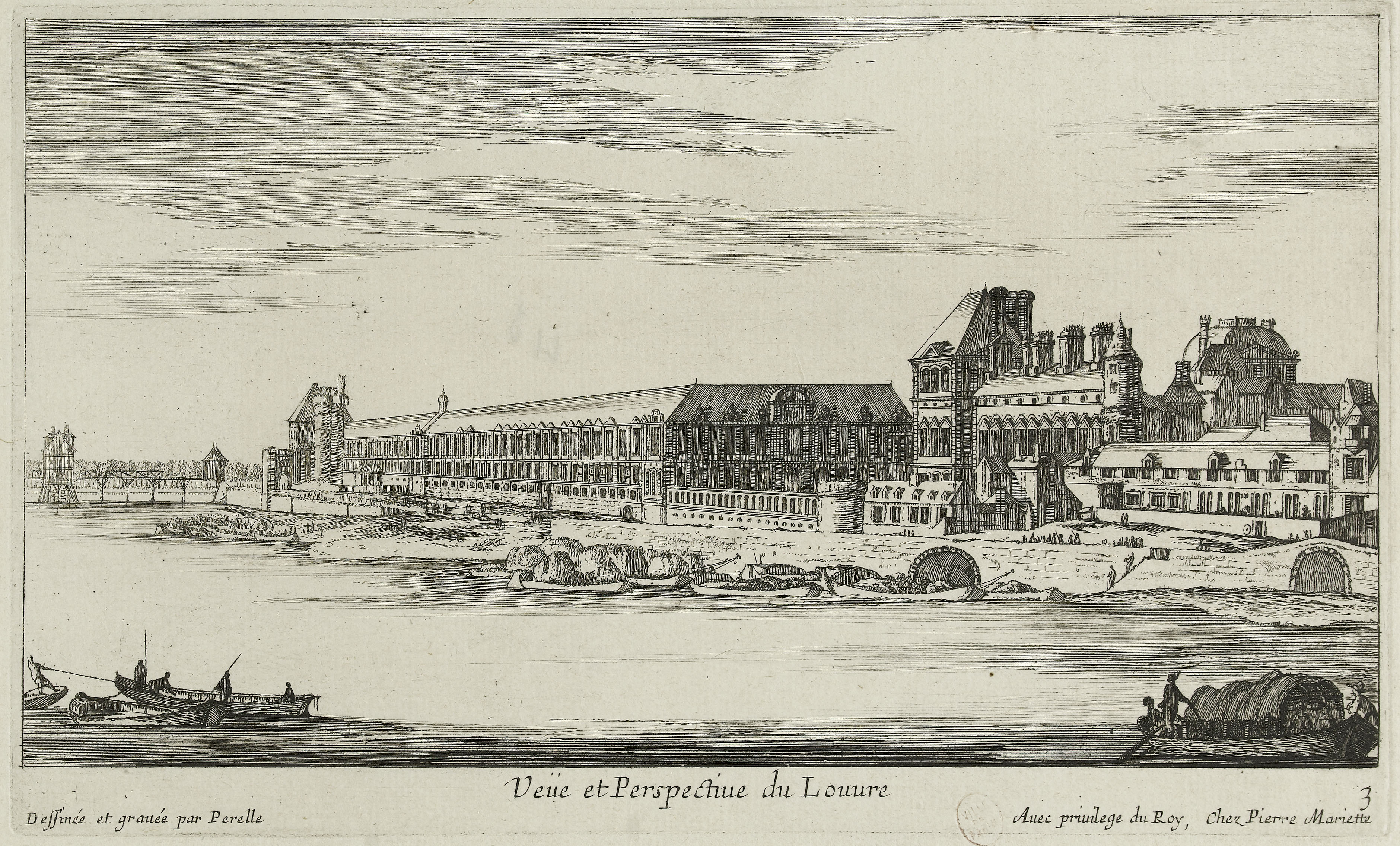
Vy och perspektivbild av Louvren (Musée du Louvre), gravyr från 1600-talets andra hälft. Musée Carnavalet, Paris.
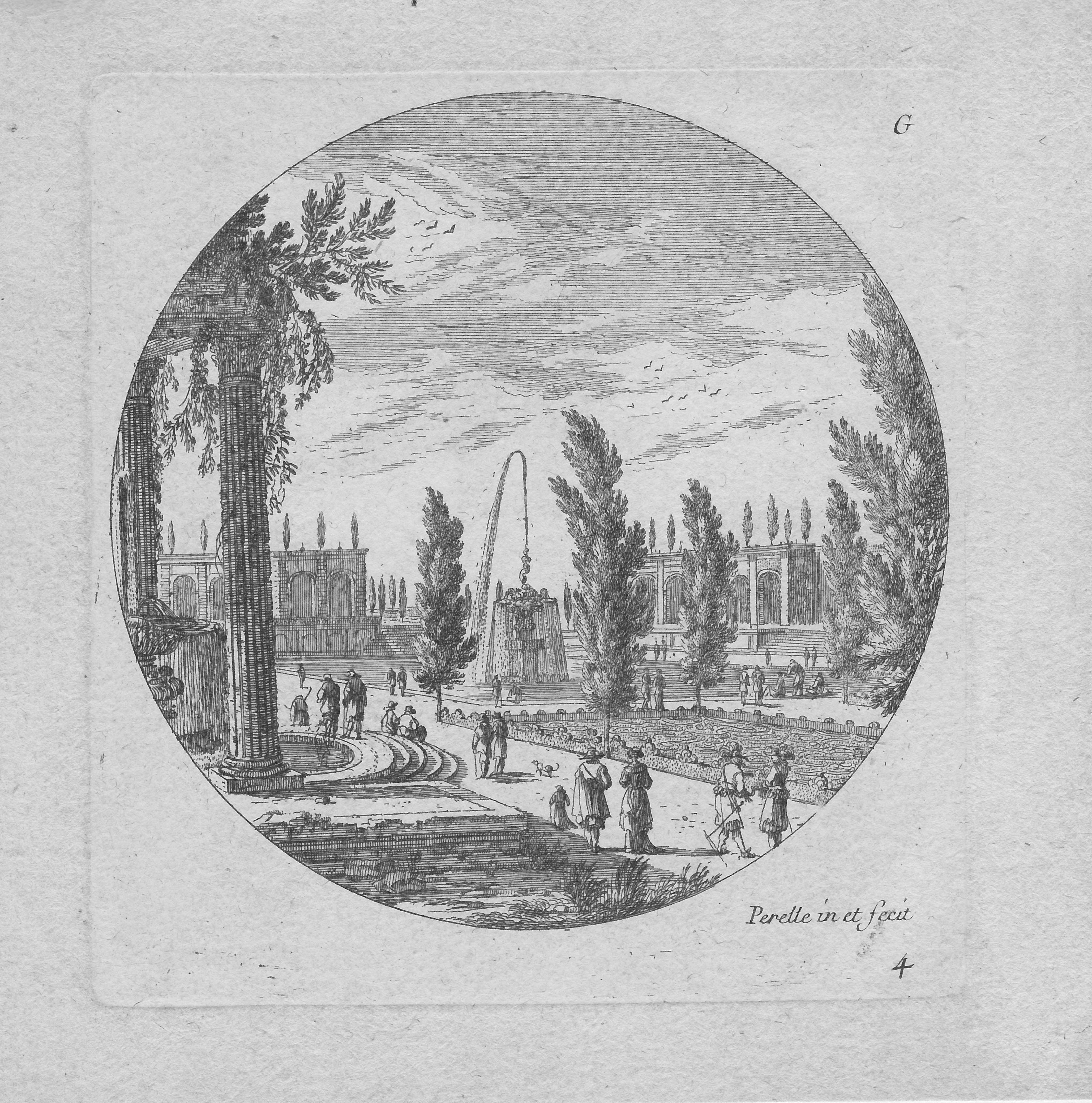
Trädgården vid ett franskt slott, etsning av Gabriel Pérelle, 12 x 11,3 cm. Privat samling.